# Rádio Popular da Madeira
A Rádio Popular é uma estação de rádio portuguesa com sede no Funchal na Madeira. Opera na frequência 101.0 MHz para o concelho de Câmara de Lobos.
Tem os seus estúdios em São Martinho, Bairro da Nazaré, Funchal.